# 石切神社 (岐阜市)
石切神社（いしきりじんじゃ）は、岐阜県岐阜市にある神社。

## 概略
創建時期は不詳。元々は土岐氏が崇敬する神社で、土岐郡大富村に鎮座していたが、文和2年（1353年）に土岐頼康が川手城を築城し拠点を長森城から革手城に移すと、川手城の鬼門除けとして現在地に遷宮する。また、創建については、貞観年間（860年頃）に各務氏の祖神の石凝姥命を各務大領の氏神として祭ったのが始まりとの説もある。川手城の鬼門除けの神社となった後、八幡神社、春日神社、諏訪神社、鹿島神社、香取神社を加えて、六社神社とも称した。
享禄3年（1530年）、土岐氏を追放した斎藤道三が稲葉山城に拠点を移したことにより川手城は廃城。
江戸時代、石切神社は厚見郡及び羽栗郡10か村の産土神となる。その後、厚見郡領下村、下川手村、上川手村、及び羽栗郡下印食村大字川手畑の産土神社となる。
1968年（昭和43年）、岐阜県神社庁より銀幣社の指定を受ける。

## 主祭神
- 石凝姥命

## 境内社祭神
- 迩迩芸命
- 天児屋根命
- 布刀玉命
- 天鈿女命
- 玉祖命
- 豊受大神
- 稲荷神（厚見稲荷）

## 所在地
- 岐阜県岐阜市下川手34